# Kiemieliszki (rejon solecznicki)
Kiemieliszki (lit. Kiemeliškės) − wieś na Litwie, zamieszkana przez 2 ludzi, w gminie rejonowej Soleczniki, 5 km na zachód od Solecznik Wielkich.